# Vincenza Sicari

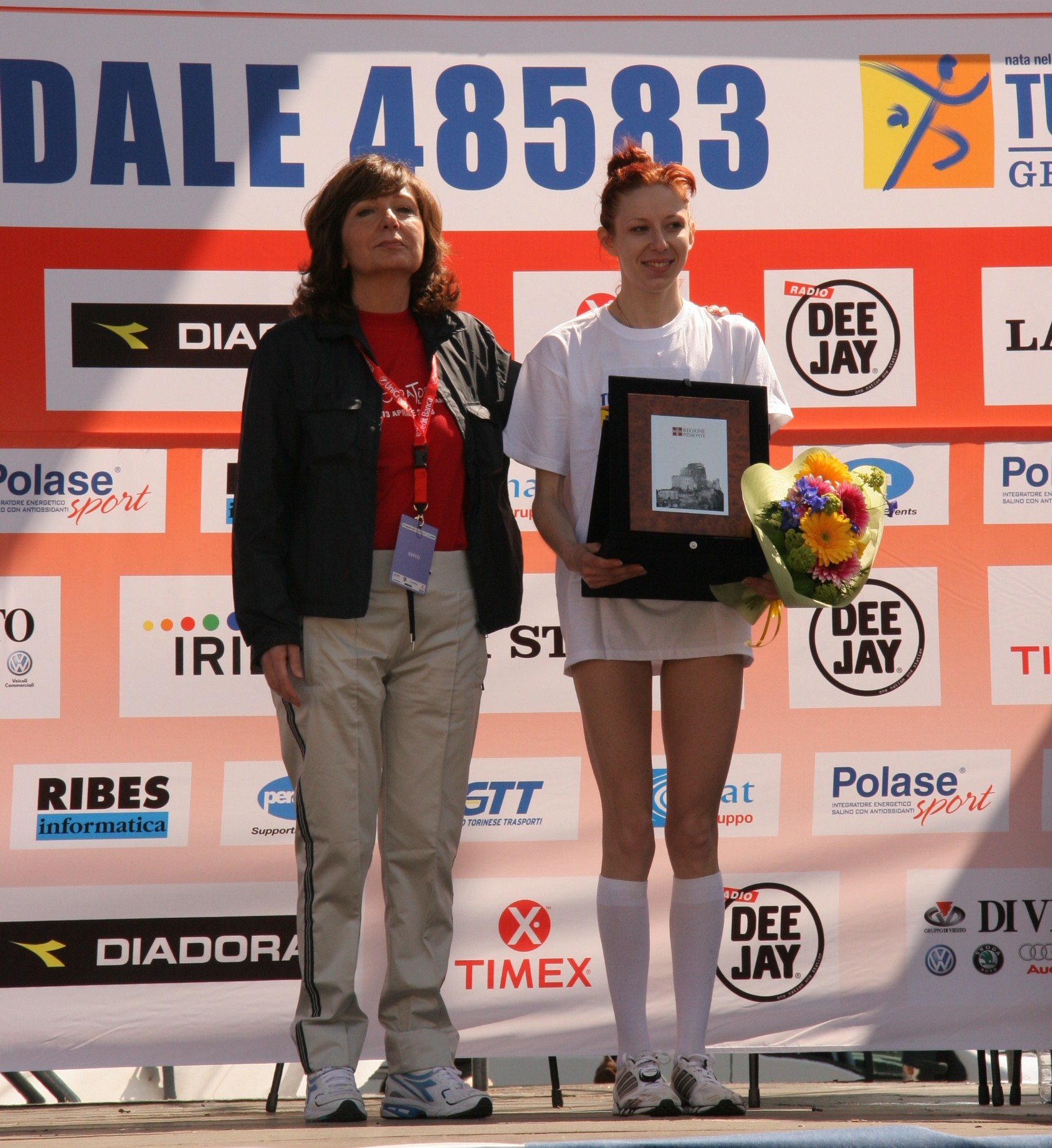
Sicari (rechts) beim Turin-Marathon 2008

Vincenza Sicari (* 19. März 1979 in Lodi, Lombardei) ist eine italienische Langstreckenläuferin, welche sich auf den Marathon spezialisiert hat.
2004 wurde sie nationale Meisterin im 10.000-Meter-Lauf. 2006 gewann sie den Florenz-Marathon, 2007 siegte sie bei der Maratona di Sant’Antonio und erneut in Florenz. 2008 qualifizierte sie sich durch einen Sieg beim Turin-Marathon in ihrer persönlichen Bestzeit von 2:29:51 h für die Olympischen Spiele in Peking. Dort belegte sie den 29. Platz.